# 性別自我認定

性別自我認定应用于法定性别；除部分國家外，上文所列是以國家為單位進行區分，故而在行政區劃層級上未予標註。美國的部分州呈紅色顯示，原因在於該國法律因州而異。例如，德克薩斯州等灰色區域的州明確禁止未經手術的法定性別變更。

性別自我認定、性別自我認同（英語：Gender self-identification）或性别自决（英語：Gender self-determination）是指一个人的法定性别由其性别认同决定，而不需符合醫療或司法上的要求。
这是跨性别者权益运动的核心目标所在。支持者认为，将医疗要求作为性别承認的条件，乃是一种具有侵扰性且令人感到羞辱的门槛设置，极有可能迫使跨性別者接受其并不愿意的医疗程序。他们亦主张，性別自決能够简化跨性别者在无偏见和歧视之环境中生活的过程。
支持者強調，在已實施性別自決法律的國家（如 2015 年採用性別自決政策的爱尔兰）当中，缺乏能够显示不良结果的证据。反對者則認為，性別自決會損害女性庇護所和監獄等空間的安全性，以及競技體育中的公平性。
截至 2024 年 11 月，已有二十一个国家颁布法律，准许性別自我認定而无需司法或医疗批准。这些国家包括：阿根廷、比利时、巴西、智利、哥伦比亚、哥斯达黎加、丹麦、厄瓜多尔、芬兰、德国、冰岛、爱尔兰、卢森堡、马耳他、新西兰、挪威、巴基斯坦、葡萄牙、西班牙、瑞士和乌拉圭。类似法律的提案在一些国家（特别是英国）引发了争议。
在诸如澳大利亚、加拿大和墨西哥这般的联邦国家，性别承認法律通常会因省或州的不同而存在差异。在同一司法管辖区域内，不同的官方文件（例如出生证明和护照）的程序也可能有所不同。此类法律未必能够涵盖性别承認的所有领域，诸如医疗保健或者设施使用权等等。
印度、尼泊尔、孟加拉国、哥伦比亚、阿根廷、澳大利亚、新西兰以及部分美国州提供第三性别的自我决定选择。